# TU9

TU9 − German Universities of Technology e. V. är en samarbetsorganisation som samlar Tysklands nio största tekniska universitet.

## Medlemmar
- RWTH Aachen
- Technische Universität Berlin
- Technische Universität Braunschweig
- Technische Universität Darmstadt
- Technische Universität Dresden
- Gottfried Wilhelm Leibniz Universität Hannover
- Universität Karlsruhe (TH)
- Münchens tekniska universitet
- Universität Stuttgart